# Elis Regina
Elis Regina Carvalho Costa, znana jako Elis Regina (ur. 17 marca 1945 w Porto Alegre, zm. 19 stycznia 1982) – brazylijska piosenkarka.

## Życiorys
Elis Regina zaczęła występować jako piosenkarka w wieku 11 lat dziecięcym programie radiowym O Clube Do Guri w stacji radiowej Rádio Farroupilha. W 1959 r. podpisała kontrakt z Rádio Gaúcha, a rok później pojechała do Rio de Janeiro, gdzie nagrała swoją pierwszą płytę Viva a Brotolândia.
W 1965 r. wygrała po raz pierwszy festiwal piosenki śpiewając utwór Edu Lobo i Viníciusa de Moraesa Arrastão (The Trawling Net), który po wydaniu na singlu uczynił z niej najlepiej sprzedającą się piosenkarką od czasów Carmen Mirandy. Druga płyta nagrana z Jair Rodriguesem, Dois na Bossa, pobiła rekordy sprzedaży i stała się pierwszą, która rozeszła się w ponad 1 milionie egzemplarzy. Piosenka Arrastão stała się początkiem międzynarodowej kariery Elis Reginy, ponieważ relacje z festiwalu były przekazywane przez stacje radiowe i telewizyjne. W ten sposób w Brazylii został zapoczątkowany nowy nurt muzyczny, który określany był jako MPB (Música Popular Brasileira – Brazylijska Muzyka Popularna), która zaczęła się odróżniać od wcześniejszej bossa novy.
Pod koniec lat 60. i na początku 70. Elis Regina nagrywając z muzykami takimi jak Gilberto Gil przyczyniła się do popularyzacji nowego nurtu muzycznego nazywanego tropicalia. W 1974 r. jej współpraca Antonio Carlosem Jobimem, której owocem był album Elis & Tom, przedstawiana jest jako najwspanialszy album bossa novy wszech czasów, który zawiera oczywiście czołowy utwór tego stylu pt. Águas de Março. Nagrywała także z takimi artystami jak: Milton Nascimento, João Bosco, Aldir Blanc, Chico Buarque, Jorge Ben, Baden Powell, Caetano Veloso i Rita Lee. Miała wybitny głos ze wspaniałą skalą i doskonale wykonywała utwory z nurtu Música Popular Brasileira. Zyskała przydomki "furacão" ("huragan") i "pimentinha" ("papryczka").
Czasami Elis Regina wypowiadała się krytycznie o panującym w Brazylii reżimie wojskowym, który prześladował i więził w tamtych czasach wielu artystów. Dzięki jej popularności udawało jej się uniknąć więzienia, ale w końcu została zmuszona do występu i zaśpiewania na stadionie brazylijskiego hymnu, co ściągnęło na nią gniew opozycjonistów. Później wybaczono jej ze względu na jej sytuację rodzinną. Podobnie jak inni artyści starała się ze swojej twórczości uczynić oręż, który pomoże utrzymać przy życiu wolnościowe dążenia, które w przyszłości pokonają przemoc.
W 1982 roku, w wieku 37 lat zmarła w wyniku śmiertelnego zatrucia mieszanką alkoholu i środków uspokajających. Do tego czasu nagrała dziesiątki, cieszących się szeroką popularnością płyt, które rozeszły się w ponad 80 milionach egzemplarzy.
Jej wykonanie piosenki Jobim i Viniciusa Por Toda A Minha Vida znalazło się na ścieżce dźwiękowej filmu z 2002 roku w reż. Pedro Almodóvara pt. Porozmawiaj z nią (Hable Con Ella), a piosenka Roda została wykorzystana w soundtracku filmu pt. Be Cool z 2005 roku.

## Rodzina
Elis Regina była dwukrotnie zamężna i urodziła troje dzieci. Jej pierwsze małżeństwo z Ronaldo Bôscolim zostało zawarte w 1967 i z niego urodził się w 1970 syn – João Marcelo Bôscoli.
Jej drugim mężem był jej długoletni współpracownik César Camargo Mariano, z którym miała dwoje dzieci: Pedro Camargo Mariano (ur. 1975) i Maria Rita (ur. 1977). Jej wszystkie dzieci obrały karierę muzyczną, ale z umiarkowanym powodzeniem. Maria Rita po latach działalności w cieniu zyskała szerszą popularność i zdobyła 3 nagrody Grammy muzyki latynoskiej za jej album zatytułowany Maria Rita. João Marcello Boscoli właściciel wytwórni płytowej Trama wypuszcza na rynek albumy i DVD z nagraniami Elis Reginy. Pedro Camargo Mariano został zauważony tylko raz, kiedy zaśpiewał z ojcem Cesarem Camargo Mariano na nominowanej do Nagrody Grammy muzyki latynoskiej płycie Piano & Voz. Jego własne płyty nie odniosły większego sukcesu.

## Dyskografia
- Viva a Brotolândia (pierwszy album z 1961 r. nagrany w wieku 16 lat)
- Poema de Amor (1962)
- O Bem do Amor (1963)
- Ellis Regina (1963) (pisane z dwoma l – sic!)
- Dois na Bossa (1965)
- O Fino do Fino – Elis & Zimbo Trio (1965)
- Samba, Eu Canto Assim! (1965)
- Dois na Bossa nº2 (1966)
- Elis (1966)
- Dois na Bossa nº3 (1967)
- Elis Especial (1968)
- Elis, Como & Porque (1969)
- Elis Regina in London (1969)
- Aquarela do Brasil – Elis Regina & Toots Thielemans (1969)
- Em Pleno Verão (1970)
- Elis no Teatro da Praia com Miele & Bôscoli (1970)
- Ela (1971)
- Elis (1972)
- Elis (1973)
- Elis (1974)
- Elis & Tom (1974)
- Falso Brilhante (1976)
- Elis (1977)
- Transversal do Tempo (1978) (live)
- Essa Mulher (1979)
- Elis Especial (1979)
- Saudades do Brasil (1980)
- Elis (1980)
- Montreux Jazz Festival (1982)

### Nagrania wydane pośmiertnie
- Trem Azul (1982) (live)
- Vento de Maio (1983) (kompilacja)
- Luz das Estrelas (1984)
- Elis Regina no Fino da Bossa (1994) (live)
- „Dose Dupla-Elis Regina” (1994)
- Elis ao Vivo (1995) (live)
- 20 Anos de Saudade (2002) (kompilacja)
- Little Pepper: The Definitive Collection (2004) (kompilacja)
- „Elis Regina: MPB Especial 1973” – DVD (czarno-białe) wydane w 2005 (program telewizyjny)
- „Elis Regina Carvalho Costa” – DVD z 2006 r. (live)
- „Por toda a minha vida” – program telewizyjny brazylijskiej stacji TV GLOBO z 28.12.2006
- Pérolas Raras (2006)